# Никола Янков
Никола Ангелов Янков е български революционер, деец на Вътрешната македоно-одринска революционна организация.

## Биография
Никола Янков е роден през 1878 година в ортакьойското село Юглюк в Османската империя, днес несъщестуващото вече село Дарец, България. Между 1900 и 1904 година е районен началник и член на Ортакьойския околийски комитет на ВМОРО, като междувременно през 1903 година е арестуван и лежи четири месеца в затвора.